# بيتر دايموند

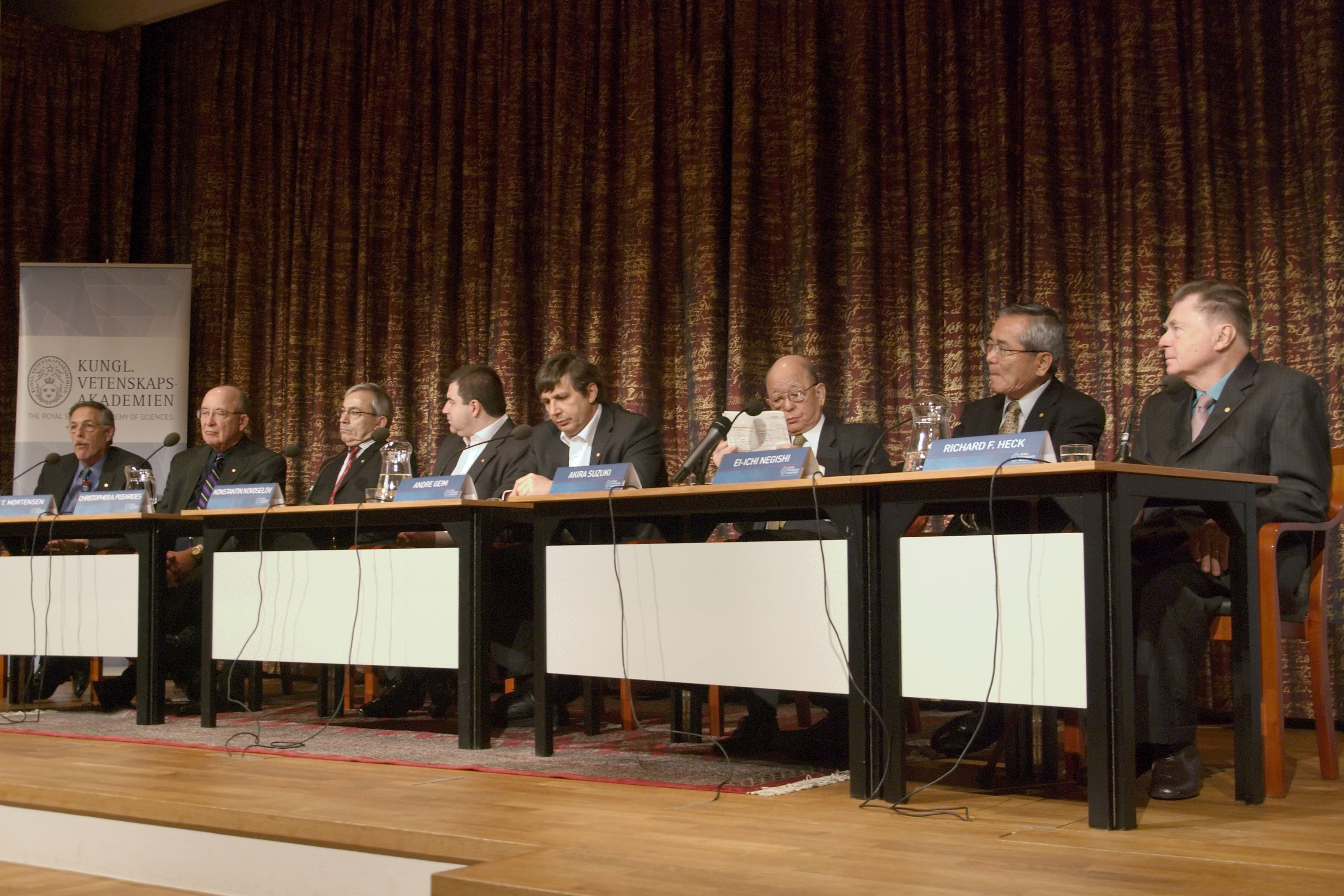
بيتر دياموند ، ديل ت.مورتنسن ، كريستوفر أ.بيساريدس ، كونستانتين نوفوسيلوف ، أندريه جيم ، أكيرا سوزوكي ، إيشي نيغيشي ، وريتشارد هيك ، الحائزون على جائزة نوبل 2010 ، في مؤتمر صحفي في الأكاديمية الملكية السويدية للعلوم في ستوكهولم.

بيتر آرثر دايموند (بالإنجليزية: Peter A. Diamond) (وُلد في 29 إبريل من عام 1940) خبير اقتصادي أمريكي، اشتُهر بتحليله لسياسة الولايات المتحدة الخاصة بالضمان الاجتماعي، وبعمله مستشارًا في المجلس الاستشاري المعني بالضمان الاجتماعي في أواخر ثمانينيات القرن عشرين وتسعينياته. حصل على جائزة نوبل التذكارية في العلوم الاقتصادية في عام 2010، بالمشاركة مع ديل تي مورتنسن وكريستوفر إيه بيساريدس. هو أستاذ معهديّ في معهد ماساتشوستس للتكنولوجيا. في 6 يونيو من عام 2011 سحب ترشيحه للعمل في مجلس محافظي الاحتياطي الفدرالي، محتجًّا بمعارضة الجمهوريين الشديدة التي امتدت 14 شهرًا.

## النشأة ودراسته
وُلد بيتر دايموند لأسرة يهودية في مدينة نيويورك. كان جداه قد هاجرا إلى الولايات المتحدة في مطلع القرن العشرين. قدم والدا أمه من بولندا مع ستة أخوال أكبر. والتقى والدا أبوه في مدينة نيويورك، كانت هي قد قدمت من روسيا، وكان هو قادمًا من رومانيا. وُلد أبواه كلاهما في عام 1908، وترعرعا في مدينة نيويورك، ولم يعيشا قط خارج منطقة العاصمة. أتمّ كلاهما دراسته الثانوية وانخرط في العمل، فكان أبوه يبيع أحذية في النهار ثم يَدرس في كلية حقوق بروكلين في الليل. ثم تزوجا في عام 1929. له أخ واحد اسمه ريتشارد، وُلد في عام 1934.
التحق أولًا بمدرسة عامة في حي برونكس، ثم تحول إلى مدارس عامة في الضواحي في الصف الثاني، حين انتقلت أسرته إلى منطقة وودمير بجزيرة لونغ آيلاند. في نهاية المطاف تخرج في مدرسة لورانس الثانوية. بعدئذ حصل على درجة البكالوريوس في الرياضيات بامتياز مع مرتبة الشرف من جامعة ييل في عام 1960، ثم حصل على الدكتوراه من معهد ماساتشوستس للتكنولوجيا.

## سيرته المِهنية
كان أستاذًا معهديًّا في جامعة كاليفورنيا في بركلي من عام 1963 إلى عام 1965، ثم أستاذًا مساعدًا هناك قبل أن ينضم إلى هيئة تدريس معهد ماساتشوستس للتقنية في عام 1966 بصفته أستاذًا مساعدًا. ترقى ى بيتر دايموند إلى رتبة أستاذ في عام 1970، وشغل منصب رئيس قسم العلوم الاقتصادية في عام 1985 و1986، ثم ترقى إلى منصب أستاذ معهدي في عام 1997.
في عام 1968 انتُخب بيتر دايموند زميلًا، وشغل منصب رئيس جمعية الاقتصاد القياسي. في عام 2003 شغل منصب رئيس الجمعية الاقتصادية الأمريكية. وهو زميل في الأكاديمية الأمريكية للعلوم والفنون منذ عام 1978، وعضو في الأكاديمية الوطنية للعلوم منذ عام 1984، وعضو مؤسس في الأكاديمية الوطنية للضمان الاجتماعي منذ عام 1988. في عام 2008 حصل بيتر دايموند على جائز روبرت إم بول التي تقدمها الأكاديمية الوطنية للضمان الاجتماعي للإنجازات المتميزة في مجال الضمان الاجتماعي.

## روابط خارجية
- بيتر دايموند على موقع الموسوعة البريطانية (الإنجليزية)
- بيتر دايموند على موقع مونزينجر (الألمانية)
- بيتر دايموند على موقع إن إن دي بي (الإنجليزية)